# Братешичи
Братешичи (на сръбски: Братешићи) е село в Черна гора, разположено в община Котор. Населението му според преброяването през 2011 г. е 46 души, от тях: 34 (73,91 %) сърби, 11 (23,91 %) черногорци.

## Население
Численост на населението според преброяванията през годините:
- 1948 – 83 души
- 1953 – 82 души
- 1961 – 79 души
- 1971 – 79 души
- 1981 – 71 души
- 1991 – 57 души
- 2003 – 52 души
- 2011 – 46 души